# جاده ئی۳۹ اروپا

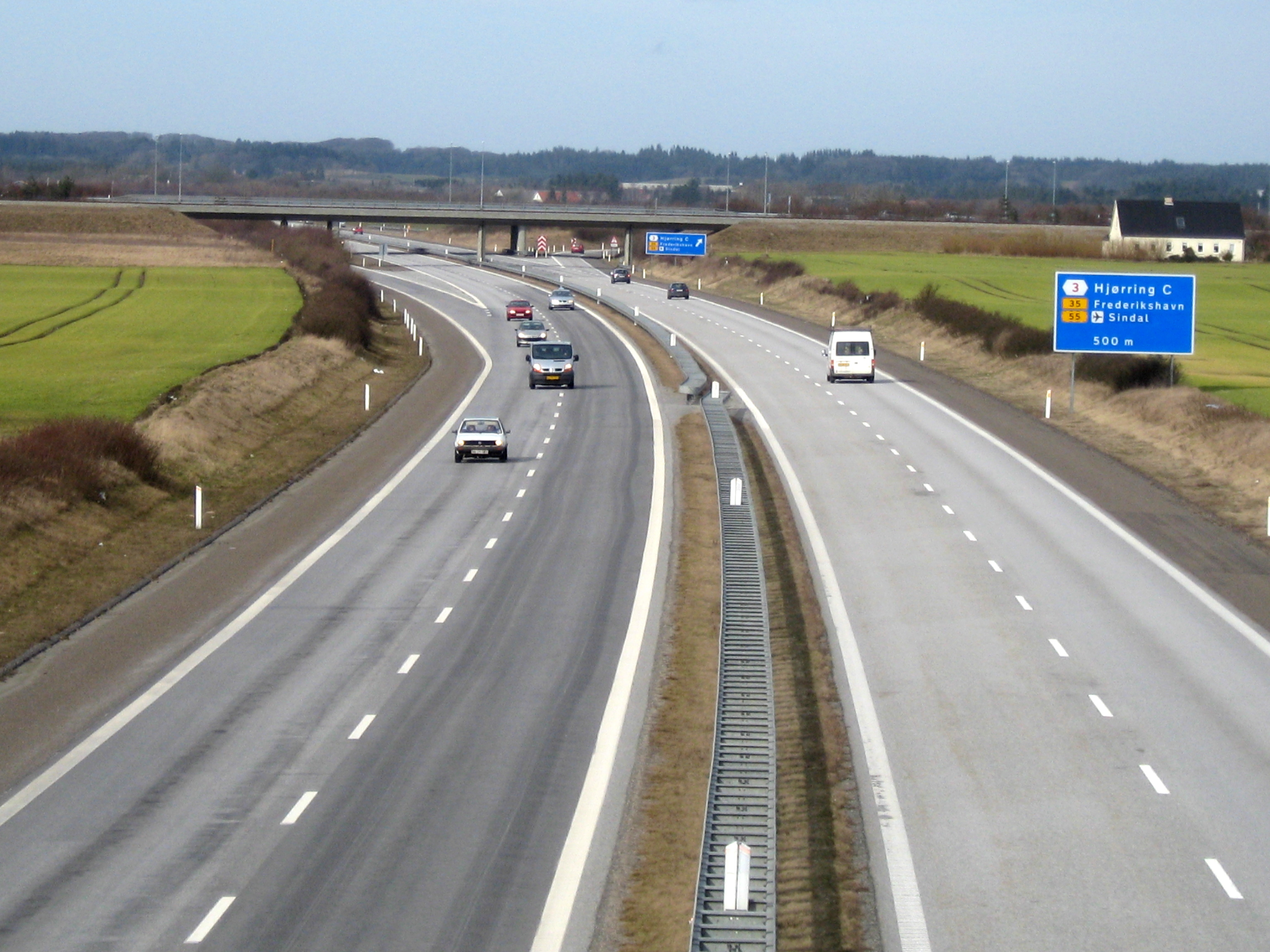
جاده ئی۳۹ اروپا در دانمارک

جاده ئی۳۹ اروپا (به انگلیسی: European route E39) یکی از جاده‌های اصلی قاره اروپا است.
این جاده که از شهر کلت (نروژ) شروع شده، در شهر آلبورگ (دانمارک) به پایان میرسد و مسافت آن ۱۳۳۰ کیلومتر است.